# Оріховська
Орі́ховська (рос. Ореховская) — присілок у складі Верховазького району Вологодської області, Росія. Входить до складу Нижньокулойського сільського поселення.

## Населення
Населення — 101 особа (2010; 96 у 2002).
Національний склад (станом на 2002 рік):
- росіяни — 99 %